# سموش
سموش (بالإنجليزية: Smosh)‏ هو عنوان مجموعة حلقات كوميدية كل منها ذات قصة مختلفة، يمثل فيها بشكل دائم كل من إيان هيكوكس وأنثوني بادِيّا، وهما شخصان معروفان بتقديم العمل الكوميدي، وهما غالباً ما يقتبسان شخصيات الألعاب الإلكترونية الشهيرة مثل سوبر ماريو وسلاحف النينجا وبوار رينجرز وبوكيمون وغيرها، كما يتكرر فيها ظهور بعض الممثلين الآخرين بأدوار ثانوية .
اشتهر سموش على قناة Youtube الشهيرة، والتي بلغ عدد مشتركيها أكثر من 22 مليون مشترك، وعدد مشاهدات مقاطع الفيديو زادت عن 3.7 مليار مشاهدة

## البداية
كانت فيديوهات سموش على الموقع smosh.com بعد ذلك تم إنشاء قناة سموش على اليوتيوب في 14 فبراير 2005 ونشرت مقطعاً بسيطاً للتسلية سمي (pokemon theme song) ولم يتوقع إيان وأنثوني عدد المشاهدات الضخم الذي حققه المقطع، ولكن بسبب انتهاك حقوق الطبع والنشر تم حذف الفيديو من اليوتيوب .

## وصلات خارجية
- سموش على موقع IMDb (الإنجليزية)
- سموش على موقع ميوزك برينز (الإنجليزية)
- سموش على موقع كينوبويسك (الروسية)
- الموقع الرسمي